# Pszicholingvisztika
A pszicholingvisztika avagy a nyelv pszichológiája az a tudományág, mely azon pszichológiai és neurobiológiai tényezőket vizsgálja, melyek képessé teszik az embert, hogy elsajátítson, használjon, megértsen és alkosson egy nyelvet.
A modern kutatás felhasználja a biológiát, az idegtudományt, a kognitív tudományt, a nyelvészetet és az információ-elméletet annak érdekében, hogy rájöjjön, miképp dolgozza fel az agy a nyelvet. Számos noninvazív technika létezik az agy neurológiai működésének vizsgálatára, pl. a tudományággá fejlődött neurolingvisztika.
A pszicholingvisztika biztosítja azt a kognitív folyamatot, amely lehetővé teszi, hogy nyelvtanilag és tartalmilag helyes mondatot alkossunk a felhasználható szókincs és nyelvtani struktúrák segítségével, és azokat a folyamatokat melyek lehetővé teszik a beszédmód, szavak, a szöveg stb. megértését.
A fejlődési pszicholingvisztika tanulmányozza a gyerekek nyelvtanulási képességét.

## Kutatási területek
A pszicholingvisztika interdiszciplináris és számos tudományterület foglalkozik vele, mint a pszichológia, a kognitív tudomány és a nyelvészet. A pszicholingvisztikán belül számos alosztály foglalkozik az emberi nyelv alkotóelemeivel.
A nyelvészethez tartozó területek:
- A fonetika és a fonológia a beszéd hangjaival foglalkozik. A pszicholingvisztikán belül a kutatások arra összpontosulnak, az agy miképp dolgozza fel és érti meg ezeket a hangokat.
- A morfológia a szavak struktúráját tanulmányozza, főként a szavak közti kapcsolatokat (mint pl. kutya és kutyák) és a szóképzésre vonatkozó szabályokat (pl. a többes szám képzése).
- A szintaxis (szintaktika/mondattan) azokkal a mintákkal foglalkozik, melyek megszabják, miképp álljon össze egy mondat egyes szavak kombinációjából.
- A szemantika a szavak és a mondatok jelentésével foglalkozik. Míg a szintaktika a mondatok nyelvtani struktúrájával áll kapcsolatban, addig a szemantika a mondatok tényleges jelentését vizsgálja.
- A pragmatika a szövegösszefüggést vizsgálja annak jelentésének értelmében.

A pszichológiához tartozó területek:
- A szavak felismeréséről és olvasásáról szóló terület azon folyamatokat vizsgálja, melyek képessé teszik az egyént helyesírási, morfológiai, fonológiai és szemantikai információk kivonására egy nyomtatott szövegből.
- A fejlődési pszicholingvisztika tanulmányozza a csecsemőket és a gyerekeket, a nyelvtanulási és feldolgozási képességeik tekintetében, általában tapasztalati vagy legalább kvantitatív eljárással (ellentétben a naturalista megfigyelésekkel, melyeket Jean Piaget végzett fejlődéslélektani kutatásaiban).

## Elméletek
Sok elmélet létezik, arra vonatkozóan, miképp működik a nyelv az emberi elmében. Ezek magyarázatot próbálnak szolgáltatni, egyebek közt, arra, hogyan asszociálunk a szavak jelentésére a nyelv hangjaiból (vagy szimbólumaiból) és miképp használjuk a szintaktikát. Avagy, hogyan vagyunk arra képesek, hogy a megfelelő sorrendbe tegyük a szavakat és létrehozzunk és megértsünk szóláncokat, melyet „mondatoknak” hívunk.
Az első a felsorolásból- hangok jelentésekkel való asszociációja- a legkevésbé vitatott és általában ahhoz a területhez köthető, melyben az állati és emberi kommunikáció legalább néhány ponton egyezik (lásd: állati kommunikáció). Ezzel szemben a szintaktika (mondattan) sokat vitatott, most a vita lényege következik.
Az első nézet az 1960-as évekig volt uralkodó, képviselői közé tartozott Jean Piaget, és az empirista Rudolf Carnap is. Ide tartozik egy másik pszichológiai irányzat is, a behaviorizmus (lásd B.F. Skinner: Verbal Behavior (1957) ), melynek alapgondolata, hogy a nyelv egy olyan viselkedés, melyet feltételes válasz alakít. A második nézetről ( a „veleszületett”) biztosan állítható, hogy Noam Chomsky cikke indította el, mely 1959-ben jelent meg a Language című folyóiratban és erősen bírálta Skinner munkáját. A cikk egy olyan folyamatot indított el a pszichológiában, melyet „kognitív forradalomnak” hívunk.
Azóta a pszicholingvisztika területét a Chomsky-hoz viszonyuló állásfoglalások (ellene és mellette) határozzák meg. A mellette érvelők ragaszkodnak ahhoz a nézethez, hogy a szintaktika használata kizárólagosan emberi képesség és különbözik minden állati kommunikációtól. Ezt az állítást támasztja alá az a nézet, hogy a nyelv a csoport érdekeit szolgálta, a fejlettebb kifejezésmód segíthette a csoporton belüli kapcsolat és az együttműködés létrejöttét, valamint lehetőséget biztosított a túléléshez. Az ellene érvelők kitartottak nézetük mellett, hogy a nyelv- beleértve a szintaktikát is- eredménye az emberi intelligencia százezer éves és az emberi interakció tízezer éves fejlődésének, s nem egy veleszületett képesség. E szerint a nézet szerint, a nyelv szintaktikája egy fokozatosan fejlődő csoportkohézió és lehetőség a túléléshez. A nyelv egy kulturális műalkotás.
A pszicholingvisztika területén dolgozó kortárs teoretikusok még Chomsky mellett, többek között George Lakoff és Steven Pinker.

## Módszerek

### Viselkedéselemzési módszerek
A legtöbb pszicholingvisztikai módszer, amely a viselkedési kísérletek formáját tartja, tartalmaz lexikai döntés feladatot. Az ilyen típusú kísérletekben bemutatták a kísérleti személyeknek a nyelvi input néhány formáját, majd egy feladat végrehajtását kérték tőlük (pl. alkossanak ítéletet, reprodukáljanak egy ingert, olvassanak fel hangosan egy leírt szót). A reakcióidő (általában milliszekundumoktól számítva) és a jó válaszok aránya árulkodnak leginkább a teljesítmény mértékéről. Ilyen kísérletek gyakran kihasználják a priming (előfeszítései) hatásokat, ahol a „priming” szó vagy mondat feltűnik a kísérletben, az felgyorsíthatja a lexikális döntést a kapcsolódó „cél” szóval kapcsolatban később.
A feladatok közül néhányban a vizsgált személyt arra kérték, hogy alakítson át főneveket igékké, pl. „könyv” -> „írni”, „víz”-> „inni”, stb. Másik típusú feladat pl., két mondat, egy aktív (cselekvő) és egy passzív (szenvedő) („Bob labdát dobott Billnek”/ „A labda Bob által volt dobva Billnek”) meghallgatása. Majd arra a kérdésre kellett felelni, hogy „Ki dobta a labdát?” A kísérlet eredményeiből arra következtethetünk, hogy az aktív mondat képzése könnyebb (gyorsabb), mint a passzívé. További érdekesség, hogy azt tapasztalhatjuk (ebben az esetben), hogy néhány ember képtelen a passzív mondatok megértésére; ezzel a feltételezéssel talán tettünk pár lépést néhány típusú nyelvi probléma megértéséhez (melyek általában az afázia tág fogalmába tartoznak).
Gyakrabban végzett kísérleti eljárás az eye-tracking, melyet az online nyelvi képzés megfigyelésére alkalmaznak. A szemmozgások olvasás közbeni megfigyelésével Rayner (1978) óta foglalkoznak. Tanenhaus és munkatársai számos szemmozgásos vizsgálatot végeztek, mellyel azt vizsgálták, miképp függnek össze a kognitív folyamatok a beszélt nyelvvel. Miután a szemmozgások függnek attól, hogy mi áll a figyelem középpontjában, így vizsgálhatóak a szemmozgások aközben, hogy a vizsgált személy egy nyelvi jellel szembesül.

### Képalkotó módszerek
A nemrégiben bevetté vált nem invazív orvosi technikák előtt, a nyelv kutatói az agysebészetet használták fel arra, hogy felfedezzék, miképp működik a nyelvhasználat az agyban. Például a corpus callosum szétválasztásával ( egy olyan ideg, mely az agy mindkét féltekéjéhez kapcsolódik) gyógyították az epilepszia néhány típusát. A kutatók továbbá azt vizsgálták, hogy miként hatott egy-egy drasztikus műtét a nyelv megértésére és képzésére. A nyelv kutatóknak akkor volt lehetőségük kutatásaik folytatására, mikor egy-egy agyműtét elkerülhetetlen volt.
Újabb, noninvazív technikák alkalmasak lettek az olyan agyi képalkotásra, (műtéti eljárás nélkül) mint a pozitronemissziós tomográfia (PET), a funkcionális mágneses rezonancia vizsgálat (fMRI); eseményekhez kapcsolódó potenciálok (ERP) az elektro-enkefalográf (EEG) és a magnetoenkefalográfia (MEG) és a transzkraniális mágneses stimuláció (TMS).Az agyi képalkotó technikák nem egyeznek térbeli és időbeli felbontásuk szerint (míg az fMRI felbontása pár ezer neuron pixelenként, addig az ERP milliszekundum pontossággal mér). Ezen módszerek mindegyike rendelkezik előnyökkel és hátrányokkal attól függően, hogy melyik speciális pszicholingvisztikai problémát vizsgáljuk.

### Számítógépes módszerek
A számítógépes modellezés – mint a Coltheart és kollégái -féle DRC olvasási és szófelismerési modell – egy másik módszer. Ez arra utal, hogy a kognitív modellek megjelentek a gyakorlatban, futattható számítógépes programok formájában.
Másik példája a számítógépes modellezésnek a McClelland és Elman-féle TRACE beszédpercepció modell.

## Kérdések és kutatási területek
A pszicholingvisztika részt vesz azon számítások és folyamatok leírásában, melyek az agyban folynak a célból, hogy megérthessünk és létrehozhassunk egy nyelvet. Például, a kohorsz modell arra keresi a választ, hogy a szavak hogyan “töltődnek le” a mentális szótárból, mikor az egyén hall vagy lát egy nyelvi jelet.
A manapság használt nonivazív képi eljárások arra próbálnak rávilágítani, hogy hol fordulnak elő egyes nyelvi folyamatok az agyban.
Számos megválaszolatlan kérdésre keresi a választ a pszicholingvisztika: például , hogy min alapszik az ember képessége a mondattanra (vajon a veleszületett mentális struktúrákra, vagy a társas interakcióra más emberekkel) vagy, hogy taníthatók-e az állatok az emberi nyelv szintaktikájára.
A pszicholingvisztika két másik fő területe az anyanyelv (csecsemők) és a második nyelv (idegen nyelv) elsajátításával foglalkozik. A felnőtteknek sokkal nehezebb a második (idegen) nyelv elsajítátása, mint a csecsemők számára az anyanyelv (a kétnyelvű gyerekek képesek mindkét anyanyelvük könnyen elsajátítani). Talán léteznek “érzékeny időszakok” mikor a nyelv könnyen tanulható. A pszicholingvisztikai kutatások nagy része foglalkozik azzal, hogy nyelvtanulás képessége hogyan változik az idő múlásával (fejlődik – romlik). Kimutatták azt is, hogy mínél több nyelvet tudunk, annál könnyebb még többet megtanulni.
Az afáziológia területéhez tartoznak az olyan nyelvi hiányosságok, melyek agyi sérülésből erednek. Az afáziológiai kutatások korszerű terápiát fejlesztenek ki az afáziában szenvedőknek, és további bepillantást engednek abba, hogy az agy miként dolgozza fel a nyelvet.